# Giffoni Sei Casali
Giffoni Sei Casali é uma comuna italiana da região da Campania, província de Salerno, com cerca de 4.168 habitantes. Estende-se por uma área de 34 km², tendo uma densidade populacional de 123 hab/km². Faz fronteira com Calvanico, Castiglione del Genovesi, Fisciano, Giffoni Valle Piana, San Cipriano Picentino.

## Demografia
| Variação demográfica do município entre 1861 e 2011                               |
|                                                                                   |
| Fonte: Istituto Nazionale di Statistica (ISTAT) - Elaboração gráfica da Wikipedia |